# Mali Kozjak
A Mali Kozjak (másképpen Kozjak vagy Primorski Kozjak) egy alacsony, sziklás hegység Horvátországban, Dalmácia területén. A Dinári-hegység része. A köztudatban csak Kozjak néven ismert hegység jóval alacsonyabb a kevésbé ismert, de sokkal magasabb Kijevski, vagy Veliki Kozjaknál (1206 m).

## Nevének eredete
A Kozjak név valószínűleg a hegy görög nevének horvát fordítása. A név a közeli Trogir nevén alapul, amelynek ógörög neve Tragurion volt. A görög „tragos”, kecske főnévből származik.

## Fekvése
A hegység kelet-nyugati irányban húzódik, északi oldalán körülveszi Kaštela és Solin településeket. Déli lejtője nagyon meredek és szurdokszerű, az északi sziklás lejtők pedig fokozatosan a Zagora hullámzó fennsíkjává válnak. 

## Leírása
A hegy a keleti Kliški-szurdoknál kezdődik, amely elválasztja a Kozjakot a Mosortól, és tovább nyugati irányban egészen a Malačka-hágóig húzódik. Kozjak legimpozánsabb része a 16 km hosszúságú déli szikla, a Kozjakova Greda, amely Horvátországban is a leghosszabb, bár viszonylag alacsony (csak 50 - 250 m magas). A Nugala amfiteátrumtól keletre a Bila pećináig húzódik. Nincs különálló kiemelkedése, amely az igazi csúcsát képviselné. A szikla átmegy a gerincen fekvő Kozjak-fennsíkon. A hegymászók kedvence, mert itt találhatók a Kozjak legszebb és legnehezebb mászási útvonalai. A szikla felét szinte egy vízszintes, tágas gerinc nyújtja, amely megközelíthető a Nugla amfiteátrumból vagy a Bila pećinához vezető jelzett ösvényről. A Kozjakova Greda alatt a Sv. Juraj és Sv. Kajo kőbányái találhatók.
A Kozjak a legmagasabb csúcsa a Veli vrj (779 m), a Kaštel Gomilica feletti hegygerinctől keletre. A régebbi irodalomban (Ž. Poljak, 1974) a csúcs nevét is megadják: Sv. Luka vagy Kozjak. A gerinc nyugati részén található a híres Malačka hegyi menedékház a névadó nyereggel (466 m). A legmagasabb csúcs Kozjak nyugati részén a Sveti Ivan Biranj (631 m). A tetejétől kissé nyugatra található a Szent Iván tiszteletére szentelt kápolna, akit Kaštel Lukšić védőszentjeként ünnepelnek.
Kozjak egésze jól megjelölt túraútvonalakkal és négy hegyi menedékház is található itt.

## Növényvilág
Kozjak déli oldalán a mediterrán flóra, míg az északi lejtőkön a szubmediterrán flóra dominál.

## Galéria
- A Kozjak Split felett
- A Kozjak Split felett
- Hegyi menedékház a Kozjakon
- A Kozjak gerince a Malačka hágónál
- A Kozjak Klissza felett
- A Kozjak látképe Kaštelából
- A Kozjak sziklái Klissza felől
- Kilátás a Mosor felé
- Sv. Ivan - Biranj